# Centrální údolí (Chile)

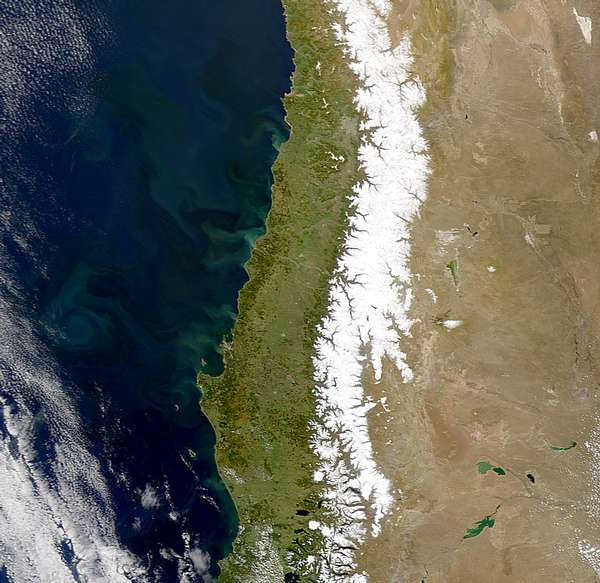
Satelitní snímek centrální části Chile

Centrální údolí (španělsky Valle Central nebo Valle Longitudinal) je pojmenování rozlehlého území uprostřed Chile. Na severu začíná přibližně na zeměpisné šířce Santiaga de Chile (32° j. š.), pokračuje jižním směrem k městu Puerto Montt (41°30'S). Údolí je na východě vymezené Andami, na západě Pobřežním pohořím. Valle Central je asi 960 km dlouhé a 40 až 80 km široké. Nejedná se o údolí jedné řeky, ale o pás krajiny vzniklé ledovcovou a fluviální erozí mezi dvěma horskými pásy. 
V jižní části údolí mezi městy Temuco a Puerto Montt se nachází řada ledovcových jezer (např. Llanquihue, Villarica). Jižně od Puerto Monnt se terén údolí dostává pod hladinu moře - přechází do zálivů Ancud a Corcovado. Pobřežní pohoří přechází do souostroví Chiloé. Pod ostrovem Chiloé leží zřetelný řetězec ostrovů, souostroví Chonos, součást jižní Pobřežní Kordillery. Na východě od zálivů leží krajina bohatá na fjordy.
Rovinatá krajina mezi Río Aconcagua a Río Bío Bío, která se částečně překrývá s vymezením Centrálního údolí a je jedním z pěti základních přírodních regionů v Chile, tvoří jednu z nejdůležitějších zemědělských oblastí v Chile. Chilské vinařství je zde obzvláště silné (Metropolitní region, Maule, Libertador General Bernardo O'Higgins).